# 台東線光華号
| 光華号 （中国語：光華號） | 光華号 （中国語：光華號）    |
| ------------------------- | ---------------------------- |
| 運行地域                  | 台湾                         |
| 列車種別                  | 特急                         |
| 運行時期                  | 1968年11月1日 - 1982年2月1日 |
| 運行路線                  | 台東線                       |
| 主要停車駅                | 花蓮、玉里、台東             |
| 軌間                      | 762 ミリメートル             |
| 営業主体                  | 台湾鉄路管理局               |

光華号（こうかごう）は、かつて台湾鉄路管理局が台東線（たいとうせん）に運行していた優等列車の名称である。改軌前の台東線で最速の列車であった。

## 概要
1961年にLDR2300型気動車が導入された。総括制御ではなく、動力車によって付随車を牽引する形であり、「柴特快」（ディーゼル特快）として運用された。1968年には光華号と改称し、客室乗務員がお茶とタオルのサービスを行い、速度も柴特快より向上した。花蓮 - 台東間170.7キロメートルの所要時間は最速で3時間10分で、762ミリメートル軌間での正式な最速記録である。
1982年に台東線の改軌工事完了と同時に廃止された。使用車輌のうち（状態）良好なものは台車を1067ミリメートル用として連結器を交換して、（外側ドアステップも付けて）DR2000型と改名した上で各駅停車の柴油普通車（ディーゼル普通車）に使用された。

## 歴史
- 1961年 LDR2300型気動車を導入、柴特快の運行を開始した。
- 1968年11月1日：LDR2300型気動車による光華号の運行を開始した。ただし、柴特快も依然として運行されていた。
- 1982年2月1日：台東線の改軌工事完了により廃止された。

## 台東線光華号時刻表
- 1967年：花蓮 - 台東間3時間30分。
- 1968年：花蓮 - 台東間3時間15分。
- 1970年：花蓮 - 台東間3時間10分。
- 1974年：花蓮 - 玉里間下行1時間39分，上行1時間34分。
- 1978年：花蓮 - 台東間3時間20分。
- 1979年：花蓮 - 台東間3時間25分。
- 1980年：花蓮 - 台東間3時間32分。

## 使用車種

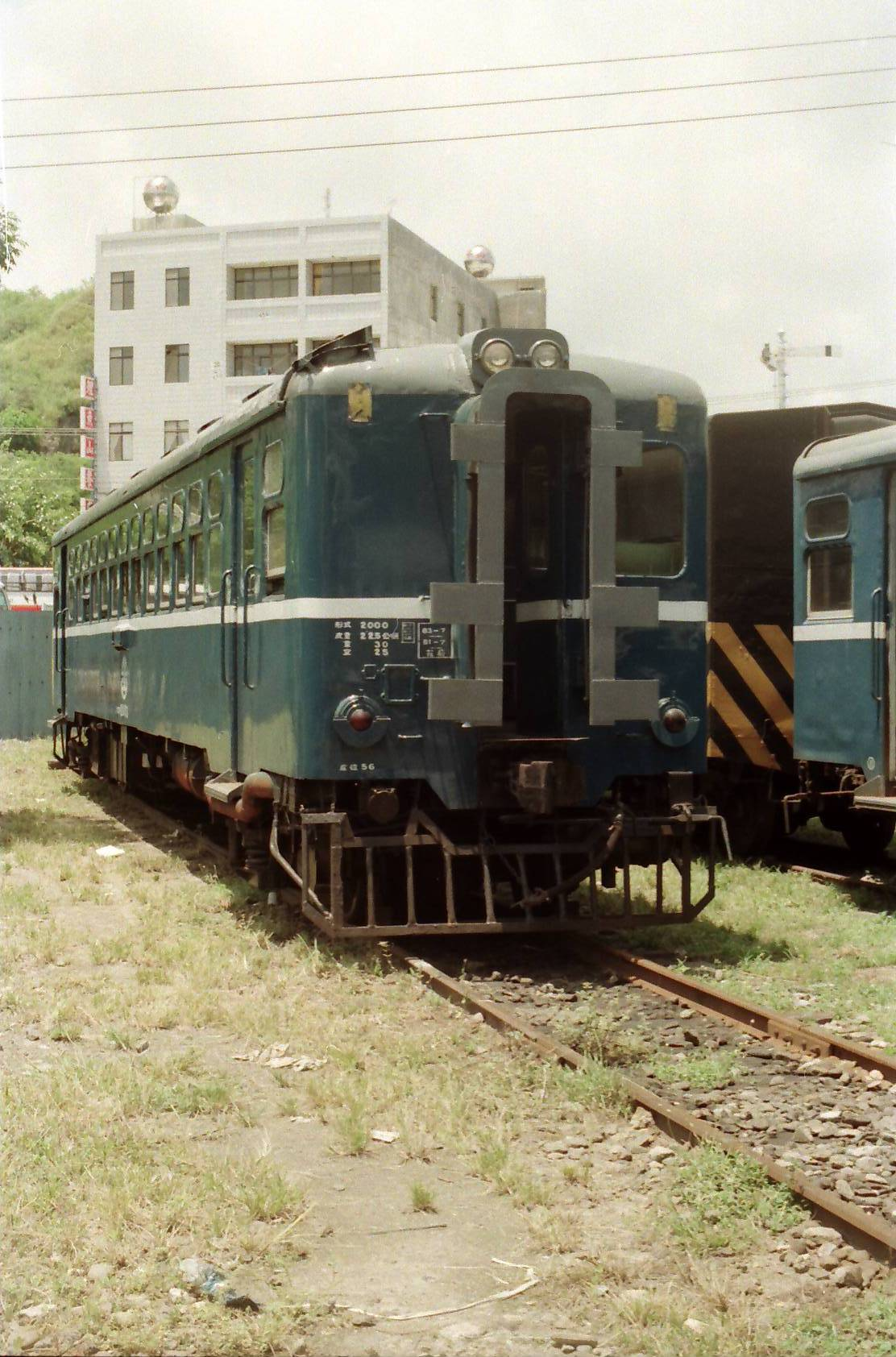
改軌後のDR2000形。1992年、旧台東駅にて、許可を得て撮影。

- LDR2300 / LDR2400・LTPB1800、LTPB1810、LTPB1900

### LDR2300
1961年東急車輌製（4輌）台鉄台北機廠製（6輌）/LDR2307が花蓮駅前に保存されている。

### LDR2400
台鉄台北機廠製（4輌）